# 杜桐
杜桐（1494年—？），字子陽，河南臨穎人，明朝政治人物，進士出身。

## 生平
右僉都御史杜柟弟，正德十六年（1521年）登辛巳科進士，選翰林院庶吉士，改戶科給事中，後丁憂歸鄉，因事死於獄中。

## 家族
曾祖杜獻。祖父杜文，登仕佐郎。父杜进，监生。母姚氏。重庆下。兄杜柟，同科進士。弟杜楠、杜栴。

## 延伸阅读
[在维基数据编辑]